# Arnoldo Ellerman

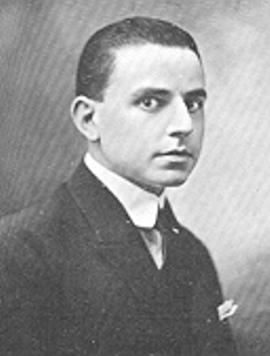
Arnoldo Ellerman, 1922

Arnoldo Ellerman (* 12. Januar 1893 in Buenos Aires; † 21. November 1969 ebenda) war ein argentinischer Schachkomponist und -autor.

## Schachkomposition
Ellerman komponierte seit 1910 etwa 5840 Schachaufgaben, vorwiegend Zweizüger. Er erhielt etwa 600 Turnierauszeichnungen, davon 115 erste und 152 zweite Preise. Neben Comins Mansfield, Alberto Mari und Michail Barulin leistete er in den 1920–1930er Jahren einen wesentlichen Beitrag zur Wiedergeburt des strategischen Zweizügers. Seit 1956 war er Internationaler Preisrichter für Schachkomposition und 1959 wurde er honoris causa Internationaler Meister für Schachkomposition.

## Theoretiker und Autor
Ellerman ist Autor einiger Bücher und theoretischer Aufsätze. Er schrieb über direkte Entfesselungen, ein Thema, das mit seinem Namen eng verbunden ist.

## Werke
- Arnoldo Ellerman: Cien problemas en los jugadas. Buenos Aires, 1913.
- Arnoldo Ellerman: 1001 problemas. Buenos Aires, 1945.
- Arnoldo Ellerman: y Los Triunfos del problemista Argentino 1956.